# Erdkastell Nassenfels

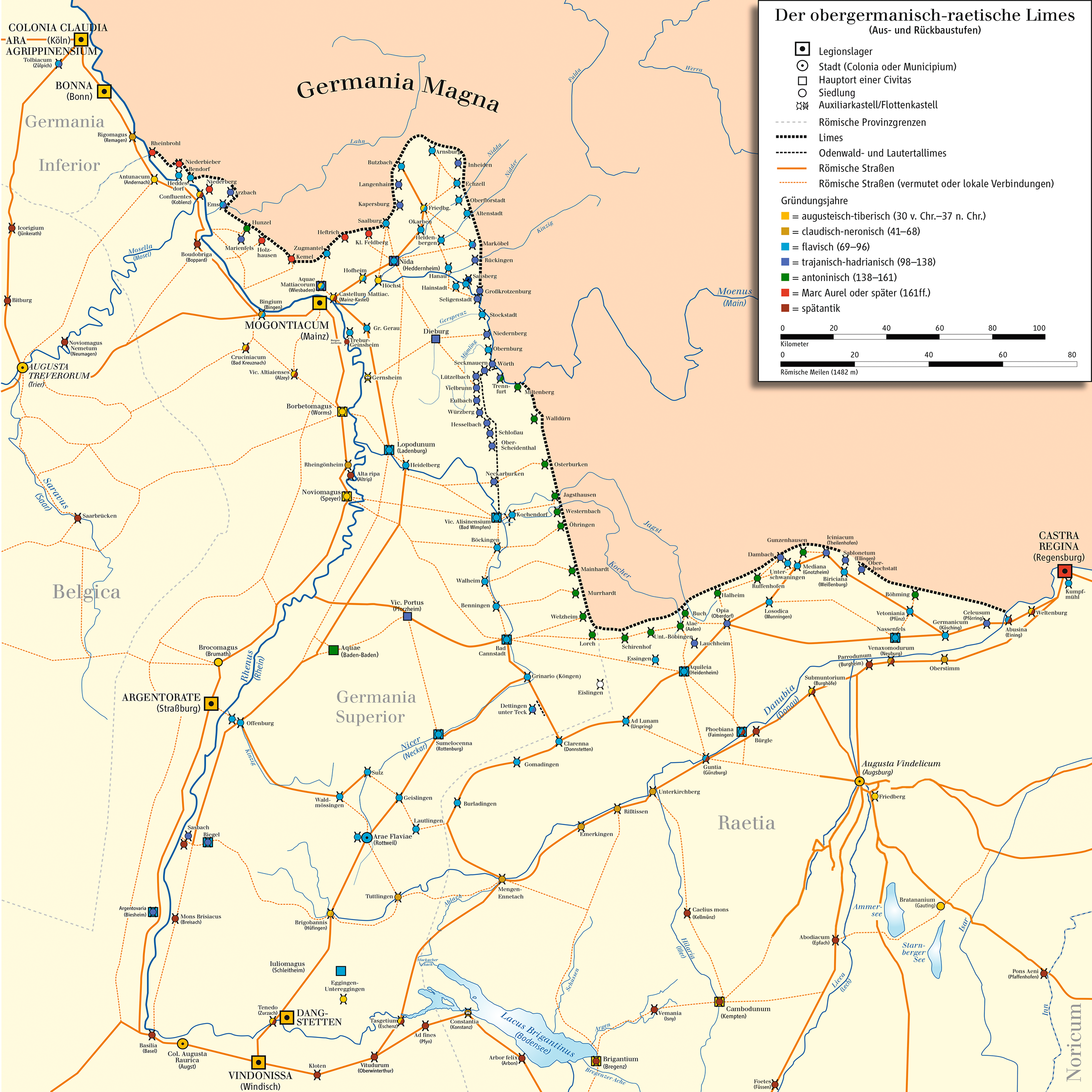
Nassenfels im raetischen Limesvorland

Das Erdkastell Nassenfels, das auch als Holz-Erde-Lager Nassenfels bekannt ist, erhielt höchstwahrscheinlich bereits während seines Bestehens den Namen der später am gleichen Ort expandierenden Zivilsiedlung Scuttarensium. Nassenfels war ein nur wenige Jahrzehnte besetzter römischer Truppenstandort, den die damalige Heeresleitung nach dem Überschreiten der Donau in den neunziger Jahren des ersten Jahrhunderts n. Chr. einrichtete. Aus der zur Provinz Raetien gehörenden Anlage entwickelte sich ein wichtiger, im Limeshinterland gelegener Zivilort. Mit dem Limesfall um 259/60 n. Chr. und der damit einhergehenden Zerstörung des Ortes kam das römische Leben zum Erliegen. Heute ist von den teils umfangreichen antiken Gebäuderesten in und um den oberbayerischen Markt Nassenfels, Landkreis Eichstätt, nichts mehr oberirdisch erhalten.

## Lage
Der Nassenfelser Raum wurde bereits von den Menschen der Steinzeit aufgesucht. Auf dem Juraplateau des Speckbergs bei Nassenfels wurde ab 1963 die größte paläolithische Freilandstation Süddeutschlands ergraben. Während der durch die Archäologin Anneli O’Neill geleiteten Untersuchung einer 3000 Quadratmeter großen Fläche auf der Flur „Maueräcker“ kamen im Herbst 2010 neben den erwarteten zivilen nachkastellzeitlichen Befunden aus dem frühen 2. bis 3. Jahrhundert n. Chr. auch eisenzeitliche Grubenhäuser sowie zwei Gräber (101 und 102) aus der Glockenbecherzeit zu Tage. Zu deren Ausstattung gehörten eine steinerne Armschutzplatte, Silexpfeilspitzen sowie sorgfältig gearbeitete Keramik.
Ein wichtiges römisches Expansionsziel von der Donau nach Norden zur Alp und zum Riesbecken war sicherlich die Erschließung dieses Siedlungskammer mit ihren fruchtbaren Lößböden. Von dieser Vegetationskraft berichtet bereits der bayerische Geschichtsschreiber Johannes Aventinus (1477–1534). So wurde auch das Kastell auf gutem Boden nördlich über der Schutter errichtet. Diese fließt von Nassenfels aus nach Südosten zur Donau hin ab und schafft damit für kleine Wasserfahrzeuge eine direkte Verbindung. Die Garnison lag am südlichen Fuß der Fränkischen Alb in den westlichen Ausläufern des Ingolstädter Beckens.

## Name
Der Name Scuttarensium leitet sich von der durch Nassenfels fließenden Schutter und dem gleichnamigen, von ihr geformten Tal her. Der Name Schutter wird auf einen keltischen Ursprung zurückgeführt. Erhalten blieb der antike Ortsname durch eine Spolie mit sorgfältig gehauenen Buchstaben, die bis 1953 in der Friedhofsmauer vermauert war und sich heute im Vorraum zur 1741 geweihten katholischen Kirche St. Nikolaus in Nassenfels befindet. Der als Tabula ansata ausgeführte Stein wurde in der Zeit nach dem Ende der Garnison im 2. Jahrhundert geschaffen und bekundet eine Weihung an Mars und Victoria. Der Ortsname in der Inschrift ist zwar nur mehr in Resten lesbar, doch ist der lateinische Name der Schutter – Scutara – urkundlich auch noch für die Zeit vor der ersten Jahrtausendwende belegt.
Marti et Victoriae

vik(ani) Scu[t]t(arienses) cur(am) ag(entibus)

C(aio) Iul(io) Impetrato et T(ito) Fl(avio)

Gemellino IMP C[o?]M III
Übersetzung: „Dem Mars und der Victoria haben (dieses Monument) die Einwohner des Vicus an der Schutter (gesetzt) unter der Leitung des Caius Iulius Impetratus und des Titus Flavius Gemellinus …“
Der restliche Text ist strittig. Die Abkürzungen werden von verschiedenen Epigraphikern unterschiedlich aufgelöst. Neben imp(ensis) com(munibus) f(ecerunt) kann sich der Althistoriker Karlheinz Dietz auch eine Konsuldatierung vorstellen: Imp(eratore) C[o]m(modo) III, was eine Datierung für das Jahr 181 n. Chr. ergäbe.

## Forschungsgeschichte
Generationen von Forschern und Historikern trugen sich mit dem Gedanken, in Nassenfels ein Kastell zu verorten. Alle Indizien schienen das zu bestätigen. Zu Beginn des 20. Jahrhunderts sah es danach aus, als wären erstmals fassbare Hinweise auf den Garnisonsort entdeckt worden. So berichtete die Reichs-Limeskommission, dass es bei Grabungen im Jahr 1901 so schien, als ob sich endlich die Lage eines römischen Erdkastells bestimmen lasse. Der damals entdeckte Wall wurde jedoch im Winter 1911/12 bei einer erneuten Untersuchung geschnitten, wobei sich dessen nachrömische Struktur herausstellte. In seiner Tiefe stießen die Ausgräber allerdings auf eine starke Kulturschicht mit Fundmaterial des 2. Jahrhunderts n. Chr.
Erst Anfang der 1990er Jahre wurden letztendlich Teile der Umwehrung des Holz-Erde-Lagers entdeckt. Von 2010 bis 2016 sind bisher unangetastet gebliebene Teile des nördlichen Kastellareals und des Vicus durch die Erschließung eines Neubaugebiets in der seit alters her für Funde bekannten Flur „Maueräcker“ vollständig überbaut worden.

## Baugeschichte
Im Zuge der römischen Inbesitznahme des donauabwärts gelegenen Territoriums entstanden erste vorgeschobene Militärlager und Kastellketten in Holz-Erde-Bauweise. Zu den ganz frühen Anlagen dieser Entwicklung zählen das zwischen 79 und 81 n. Chr. noch auf der donauabwärts gerichteten Seite errichtete Kastell Eining und das im Neuland durch eine Bauinschrift auf das Frühjahr 80 n. Chr. datierte Kastell Kösching, dem auf der südlichen Donauseite gegenüber das wohl bereits in den vierziger Jahren des 1. Jahrhunderts n. Chr. errichtete Kastell Oberstimm lag, das in dieser Zeit eine wichtige Rolle als Garnisonsort spielte.
Möglicherweise in einer zweiten Welle entstanden um 90 n. Chr., während der Regierungszeit des Kaisers Domitian (81–96), in rascher Folge weitere Garnisonen. Hierzu zählt Kastell Nassenfels, das vielleicht bereits über den bereits bestehende Standort Neuburg an der Donau erschlossen wurde. Eine Donaubrücke zehn Kilometer westlich von Neuburg und südlich des Dorfes Stepperg ließ sich laut dendrochronologischer Splintgrenzdatierung allerdings erst auf die Mitte des 2. Jahrhunderts n. Chr. (145 ± 10, 165 ± 5) fixieren. Westlich von Nassenfels waren römische Truppen zur Sicherung des fruchtbaren Riesbeckens bereits wesentlich weiter nördlich vorgestoßen und hatten die Kastelle Weißenburg, Munningen, Unterschwaningen, und Gnotzheim eingerichtet. Möglicherweise zeitgleich entstand das nordöstlich von Nassenfels gelegene Kastell Pfünz. Dieser Standort kann unter anderem nach Meinung des Archäologen Dietwulf Baatz (1928–2021) vielleicht als vorgeschobener Nachfolger von Nassenfels angesehen werden.
Eine gut ausgebaute Straße verband Eining mit den fast auf einer Linie liegenden Kastellen Pförring, einer trajanischen Gründung, Kösching und Nassenfels. Von diesem Knotenpunkt aus waren im Süden Neuburg und die Donausüdstraße, nach Norden Pfünz, das frühestens während der Regierungszeit Kaiser Hadrians (117–138) gegründete Böhming und das Gebiet der Germania magna zu erreichen. Eine weitere Trasse verband Nassenfels mit dem vielleicht ebenfalls in domitianischer Zeit entstandenen Kastell Oberdorf.
Von dem um 90 n. Chr. entstandenen Holz-Erde-Lager in Nassenfels, insbesondere seiner Innenbebauung, ist bisher nur sehr wenig bekannt geworden. Die rund 1,50 bis 1,70 Hektar große Anlage orientiert sich relativ genau nach den Haupthimmelsrichtungen, wobei lediglich der westlichste Teil, dort aber in seiner vollen Nord-Süd-Ausdehnung, archäologisch erschlossen ist. Der mittlere und östliche Lagerabschnitt wird unter anderem durch die spätere Vicus-Bebauung stark gestört. Die heutige Geniusstraße folgt in ihrem östlichen Abschnitt dem Verlauf der Südfront des Kastells. An ihrem Ende stößt sie auf den Winkelmannweg. Dieser folgt der alten römischen Trasse geradeaus nach Norden; er stößt noch im Ort auf die west-östlich verlaufende Römerstraße, die sich ebenfalls an einer antiken Trasse orientiert.
Nur wenig westlich des Ortes fanden auf der Flur „Krautgartenfeld“ seit 2001 Notgrabungen statt, um einer Neubausiedlung zuvor zu kommen. Die wissenschaftliche Leitung hatte der Archäologe Claus-Michael Hüssen von der Römisch-Germanischen Kommission des Deutschen Archäologischen Instituts (DAI), Außenstelle Ingolstadt. Dabei zeigten sich unter anderem zahlreiche Palisadengräben von Zivilbauten aus der flavischen Zeit (69–96), die offensichtlich noch zum frühen Vicus des Kastells gehörten.

## Truppe
Vielfach wurde in der Vergangenheit die Cohors I Breucorum als Besatzung in Nassenfels angenommen. Die Einheit könnte hier in domitianischer Zeit bis zu ihrer Vorverlegung nach Pfünz in Garnison gestanden haben.

## Nachkastellzeitliche Nutzung
Das Holz-Erde-Lager wurde nach seiner Auflassung einplaniert und der gewonnene Freiraum zur weiteren zivilen Bebauung genutzt. Der Archäologe Thomas Fischer nimmt das Ende des Lagers zu Beginn des 2. Jahrhunderts an. Von den damals neu entstandenen Zivilbauten konnte insbesondere ein großer, mit den Längsseiten west-östlich ausgerichteter Steinbau, der mutmaßlich über dem Areal der Principia (Stabsgebäude) errichtet wurde, intensiver untersucht werden. Das wohl im frühen 2. Jahrhundert entstandene Bauwerk diente wahrscheinlich öffentlichen Aufgaben. Eine im rückwärtigen Teil des Gebäudes ergrabene Statue des Genius loci unterstützt diese These.
Die Blüte des regional bedeutenden Vicus belegt unter anderem eine große Zahl von Steindenkmälern aus dem 2. und 3. Jahrhundert. In der Flur Krautgartenfeld konnte neben den frührömischen Befunden durch Luftbildbefliegung im Jahr 1976 eine großzügig dimensionierte Villa suburbana beobachtet werden, deren Hofmauer über drei Hektar umfasst. Ab 2002 wurden Nebengebäude dieser nachkastellzeitlichen Villa archäologisch untersucht.
Mit dem Ende der römischen Herrschaft nördlich der Donau verfielen die während des Limesfalls noch unzerstört gebliebenen Bauten – Nassenfels wurde offensichtlich geräumt. In frühmittelalterlicher Zeit kam es zu Neuansiedlungen in den Randzonen der römischen Baureste. So wurden 2013 beim Bau des Wertstoffhofs unter anderem zwölf Grubenhäuser aus der Karolingerzeit freigelegt. Die Villa suburbana könnte offensichtlich bereits zu Beginn des 5. Jahrhunderts erneut aufgesucht worden sein. Dies bezeugt eine im raetischen Donauvorland mehrfach dokumentierte punzverzierte Gürtelgarnitur. Gesichert gilt die dauerhafte Wiederbesiedlung des Villenareals allerdings erst ab dem 7. Jahrhundert. Dabei wurden innerhalb der Gebäudereste auch Grubenhäuser und Brunnen errichtet. Die Ausgrabungen im Krautgartenfeld dauerten von 2001 bis 2006. Dabei konnte auch eine rund sieben auf zwölf Meter große frühmittelalterliche Kirche teilweise freigelegt werden. Dazu gab es Nebengebäude und einen Friedhof. In die frühmittelalterlichen Bauten waren Spolien aus der Villa vermauert. Im 10. Jahrhundert brach die Besiedlung dieses Orts bis in die Gegenwart ab.